# Manasa Mataele
Pas d'image ? Cliquez ici

a Compétitions nationales et continentales officielles uniquement.

b Matchs officiels uniquement.
Dernière mise à jour le 4 mars 2025.
Manasa Mataele, né le 27 novembre 1996 à Suva (Fidji), est un joueur de rugby à XV international fidjien. Il joue au poste d'ailier. Il évolue avec la province de Canterbury en NPC depuis 2020.

## Biographie
Manasa Mataele est né à Suva aux Fidji, et grandit dans le quartier de Rawai. Il est d'abord scolarisé à l'école primaire des frères maristes de Suva, avant de poursuivre au lycée avec la Marist Brothers High School (en). Une fois en Nouvelle-Zélande, il obtient un diplôme en architecture au Western Institute of Technology (en) de New Plymouth.
Il est le neveu de l'international néo-zélandais Seta Tamanivalu, avec qui il joue aux Crusaders. Il est également le neveu des internationaux fidjiens Bill Cavubati (en) et Tevita Cavubati.
En 2021, il se marie avec la joueuse internationale néo-zélandaise Martha Mataele.

## Carrière

### En club
Manasa Mataele commence à jouer au rugby à XV dès son enfance, et représente l'équipe de son école primaire. Il passe ensuite par la Marist Brothers High School, où il poursuit la pratique du rugby. En juillet 2014, il joue avec l'équipe de son établissement dans la compétition lycéenne de la zone sud. Il est alors aligné au poste de deuxième centre, et marque un essai lors de la finale, aidant son équipe à remporter le titre. Il est également nommé "homme du match" lors de cette finale,. Il dispute ensuite le championnat national lycéen, où son équipe parvient jusqu'en demi-finale. Mataele pratique également l'athlétisme avec son lycée, et participe à plusieurs compétitions nationales dans des épreuves telles que le saut en longueur ou le relais 4 × 100 mètres.
En 2015, après avoir été repéré grâce à ses performances avec la sélection scolaire fidjienne, il est recruté par la province néo-zélandaise de Taranaki. Il joue dans un premier temps avec l'équipe des moins de 19 ans de la province, avec qui il repositionné à l'aile, qui est demi-finaliste du championnat national en 2015,. Il joue également avec le club de Spotswood United dans le championnat amateur local, et termine dans les meilleurs marqueurs de la compétition en 2015,. Au début de l'année 2016, il représente l'équipe Development (espoir) de la franchise des Chiefs.
En août 2016, il est retenu dans l'effectif senior de la province de Taranaki pour disputer la saison de NPC (championnat des provinces néo-zélandaises). Il fait ses débuts professionnels le 20 août 2016, lors d'un match face à Bay of Plenty où, remplaçant au coup d'envoi, il a l'occasion de jouer aux côtés de son oncle Seta Tamanivalu. Il est titularisé pour la première fois une semaine plus tard, et se fait remarquer en inscrivant un essai à la suite d'une course de 50 mètres. Lors de sa première saison, il joue six matchs, et inscrit un essai.
Dans la foulée de ses débuts au niveau provincial, il est recruté par la franchise des Crusaders pour disputer la saison 2017 de Super Rugby. Il joue son premier match le 17 mars 2017 face aux Blues, et marque un essai à cette occasion,. Malgré un effectif étoffé à son poste, avec des joueurs tels que Tamanivalu ou George Bridge, il joue huit matchs lors de sa première saison, et inscrit six essais. Il marque notamment un triplé face aux Japonais des Sunwolves. Dès cette première saison, il se fait remarquer par des talents de finisseurs, et par ses qualités de vitesse et de puissance,.
Lors de sa seconde saison avec les Crusaders, il est aligné à treize reprises, pour seulement quatre titularisations, et se distingue à nouveau par ses talents de finisseurs en marquant huit essais,. Il ne dispute cependant pas les phases finales, qui voient son équipe remporter la compétition, à cause d'une blessure.
En 2019, il est titulaire lors des deux premiers matchs de la saison, mais une grave blessure au genou l'écarte ensuite des terrains pour une durée d'un an,. Il fait son retour à la compétition au début de l'année 2020, et ne joue qu'une seule rencontre avant que le Super Rugby ne soit arrêté à cause de la pandémie de Covid-19,. Il ne joue ensuite aucun match lors du Super Rugby Aotearoa 2020.
Plus tard en 2020, il décide de changer de province de NPC pour rejoindre Canterbury, dans le but de se rapprocher de sa compagne Martha, qui vit à Christchurch et joue au rugby avec l'équipe féminine de la province.
En 2021, pour sa dernière année de contrat avec les Crusaders, il n'est que peu utilisé, n'étant titularisé que trois fois en sept matchs joués,.
Il décide alors de quitter la Nouvelle-Zélande pour rejoindre la franchise australienne de la Western Force sur la base d'un contrat de deux ans,. Il s'impose immédiatement comme un titulaire indiscutable au sein de sa nouvelle équipe, avec qui il inscrit cinq essais en douze matchs,. À la fin de la saison, il partage le titre de meilleur joueur de son équipe avec le troisième ligne Tim Anstee (en). En juillet 2023, à la fin de sa deuxième saison avec la Force, il est annoncé qu'il quitte la franchise australienne.
Continuant à représenter Canterbury en NPC, il fait son retour avec les Crusaders pour la saison 2024 de Super Rugby,. Il ne joue cependant aucun match.
En 2025, il fait partie du groupe élargi de la franchise des Chiefs. Il joue son premier match avec cette équipe le 1er mars 2025 contre les Brumbies.

### En équipe nationale
Manasa Mataele représente la sélection fidjienne des moins de 18 ans en 2014, avec qui il affronte leurs homologues néo-zélandais et australiens,. Il se fait particulièrement remarquer lors du match face à l'Australie où, aligné au centre, il inscrit un doublé malgré la large défaite de son équipe,.
Ses performances avec les Crusaders en 2017 et 2018 attirent l'attention des sélections fidjienne et néo-zélandaise, mais à cause de ses blessures successives, cela reste sans suite,.
Il est finalement sélectionné avec Fidji par Vern Cotter en juin 2021,  pour préparer la double confrontation contre la Nouvelle-Zélande,. Il fait ses débuts en sélection lors du premier test-match, le 10 juillet 2021 à Dunedin.

## Palmarès

### En club
- Vainqueur du Super Rugby en 2017, 2018 et 2019 avec les Crusaders.
- Vainqueur du Super Rugby Aotearoa en 2020 et 2021 avec les Crusaders.

## Statistiques
- 3 sélections avec les Fidji depuis 2021.
- 0 point.